# Volley Haasrode Leuven
Volley Haasrode Leuven (w skrócie VHL) – belgijski klub siatkarski z siedzibą w Leuven. Wywodzi się z założonego w 1957 roku klubu Sipico. W wyniku kolejnych fuzji powstały następujące zespoły: w 1982 roku – Sipico'82 (po połączeniu z zespołem Alcazar), w 1994 roku – ABB Haasrode Sipico (po fuzji z Valken Haasrode), w 1998 roku – VC Haasrode Leuven (po połączeniu z Simavo Wilsele), a w 2009 roku – Volley Haasrode Leuven (po fuzji z Volley Groot Leuven).
Sipico po raz pierwszy wystąpił w najwyższej klasie rozgrywkowej w sezonie 1962/1963. Pod obecną nazwą klub gra w belgijskiej ekstraklasie nieprzerwanie od sezonu 2014/2015. W sezonie 2018/2019 zadebiutował w europejskich pucharach, biorąc udział w Pucharze Challenge. W sezonie 2024/2025 zdobył wicemistrzostwo Belgii.

## Historia

### Sipico (1957–1982)
W 1957 roku powstał siatkarski klub Sipico. Nazwa stanowiła skrót od Sint-Pieterscollege. Założycielami byli księża Karel Missoul i O. Hamels oraz Astère Dothée. Celem klubu był rozwój piłki siatkowej oraz popularyzacja tego sportu wśród uczniów i absolwentów kolegium.
W ciągu pięciu lat Sipico awansowało z drugiej ligi regionalnej do pierwszej ligi krajowej. W sezonie 1962/1963 klub zadebiutował w najwyższej klasie rozgrywkowej i pozostał w niej przez dziewięć sezonów, aż do końca sezonu 1970/1971, w którym zajął ostatnie, 12. miejsce. Sipico pozostało amatorskim klubem, funkcjonującym w oparciu o własnych wychowanków oraz skromne środki finansowe. Z tego względu na początku lat 70. nie było już w stanie utrzymać się na najwyższym szczeblu rozgrywek.
W sezonie 1972/1973 Sipico połączyło się na rok z klubem Alcazar. Przez kolejne cztery sezony zespół grał w drugiej lidze krajowej, a przez następne cztery – w trzeciej lidze. W tym okresie położono podwaliny pod odrodzenie klubu, tworząc drużynę młodych zawodników pod kierownictwem Rumuna Luciana Bontideana. W 1979 roku, w wyniku reorganizacji rozgrywek, Sipico wróciło do drugiej ligi krajowej. W 1981 roku zdobyło mistrzostwo tej ligi i wywalczyło miejsce w pierwszej lidze, stanowiącej wówczas drugi poziom w hierarchii rozgrywek.

### Alcazar (1966–1982)
Klub siatkarski Alcazar został założony w 1966 roku przez członków młodzieżowej organizacji K.S.A. działającej przy Sint-Pieterscollege. W 1967 roku zdobył mistrzostwo drugiej ligi prowincjonalnej. W sezonie 1968/1969 zajął trzecie miejsce w pierwszej lidze prowincjonalnej, a po zwycięstwie w rundzie finałowej awansował do trzeciej ligi krajowej.
Największe sukcesy Alcazar odnosił w połowie lat 70., kiedy to – w wyniku reorganizacji rozgrywek – pierwszy zespół dostał się do drugiej ligi krajowej. Klub wyróżniał się również pracą z młodzieżą – w sezonie 1975/1976 drużyna szkolna zdobyła mistrzostwo Belgii.
Pod koniec lat 70. klub znalazł się w trudnej sytuacji organizacyjno-sportowej, co doprowadziło do spadków – najpierw do trzeciej, a następnie do czwartej ligi.

### Sipico'82 (1982–1994)
1 czerwca 1982 roku doszło do fuzji klubów Sipico i Alcazar – nowo utworzony zespół otrzymał nazwę Sipico'82. Klub zachował amatorski charakter. Mecze domowe rozgrywał w nowej hali sportowej przy kolegium. W kolejnych latach Sipico'82 stało się w największym klubem siatkarskim w Belgii — liczyło ponad 170 członków, a w jego skład wchodziło dziewięć zespołów ligowych. W 1988 roku pierwsza drużyna awansowała do ekstraklasy.
W ekstraklasie Sipico'82 musiało rywalizować z drużynami dysponującymi znacznie większymi środkami finansowymi. Zespół nie utrzymał się w najwyższej klasie rozgrywkowej. W kolejnym sezonie klub zanotował dalszy spadek – tym razem do pierwszej ligi regionalnej. W sezonie 1991/1992 zdobył mistrzostwo tej ligi i powrócił do pierwszej ligi krajowej, w której występował przez trzy sezony.

### Fuzja klubów z Leuven (1994–2009)
Utrzymanie amatorskiej drużyny w pierwszej lidze krajowej stawało się dla Sipico'82 coraz trudniejsze. Z tym samym problemem zmagały się również inne zespoły z Leuven – Red Star i Valken Haasrode. Z tego względu w 1994 roku Sipico'82 i Valken Haasrode połączyły się, tworząc ABB Haasrode Sipico, a klub Red Star kontynuował działalność wyłącznie w siatkówce kobiet.
W 1998 roku doszło do kolejnej fuzji, tym razem z Simavo Wilsele. Nowo utworzoy klub ze względów sponsorskich przyjął nazwę KBC Haasrode Leuven. W sezonie 1998/1999 zespół występował w ekstraklasie, kończąc rozgrywki na ostatnim miejscu. W kolejnych latach kontynuował grę na zapleczu najwyższej ligi jako VC Haasrode Leuven. W sezonie 2004/2005 został mistrzem pierwszej ligi krajowej.
W najwyższej klasie rozgrywkowej VC Haasrode Leuven grał przez dwa sezony – najpierw uplasował się na 8. miejscu, a w następnym sezonie zajął ostatnią, 10. pozycję. W kolejnych latach występował ponownie w pierwszej lidze krajowej.
17 lipca 2009 roku, w wyniku połączenia z klubem Volley Groot Leuven, powstało nowe stowarzyszenie pod nazwą Volley Haasrode Leuven.

### Volley Haasrode Leuven (2009–)
Volley Haasrode Leuven w sezonach 2009/2010–2013/2014 występował na drugim poziomie rozgrywkowym. W sezonie 2013/2014 zespół z Leuven zdobył mistrzostwo Ligi B i powrócił do ekstraklasy, która w kolejnych latach funkcjonowała pod nazwami: Ethias Volley League, EuroMillions Volley League oraz Lotto Volley League. W pierwszych trzech sezonach po awansie drużyna kończyła rozgrywki na miejscach 6–8. W sezonie 2017/2018 uplasowała się na 5. pozycji, co zapewniło jej prawo udziału w europejskich pucharach.
Od października 2018 roku do końca sezonu 2020/2021 sponsorem tytularnym klubu była firma doradcza BDO Belgium, a zespół występował pod nazwą BDO Haasrode Leuven. W sezonie 2018/2019 zadebiutował w europejskich pucharach – w Pucharze Challenge dotarł do 1/8 finału. W lidze ponownie zajął 5. miejsce. Sezon 2019/2020 został przerwany i niedokończony ze względu na trwającą pandemię COVID-19, a w następnym  drużyna zajęła 4. miejsce w końcowej klasyfikacji EuroMillions Volley League.
Po zakończeniu sezonu 2020/2021 klub powrócił do nazwy Volley Haasrode Leuven. W sezonie 2022/2023 zajął w najwyższej klasie rozgrywkowej 3. miejsce, a w sezonie 2024/2025 zdobył wicemistrzostwo Belgii.

## Osiągnięcia
- Mistrzostwa Belgii:
  -  2. miejsce (1x): 2025
  -  3. miejsce (1x): 2023

## Bilans sezonów
| Sezon                                          | Rozgrywki ligowe           | Rozgrywki ligowe | Puchar      |
| Sezon                                          | Poziom                     | Miejsce          | Puchar      |
| ---------------------------------------------- | -------------------------- | ---------------- | ----------- |
| 2004/2005                                      | National 1 (A)             | 1/12             | 1/16 finału |
| 2005/2006                                      | Liga                       | 8/10             | 1/8 finału  |
| 2006/2007                                      | Liga                       | 10/10            | ćwierćfinał |
| 2007/2008                                      | National 1 (B)             | 3/12             | 1/8 finału  |
| 2008/2009                                      | National 1 (A)             | 6/12             | ćwierćfinał |
| 2009/2010                                      | National 1 (A)             | 3/13             | 1/16 finału |
| 2010/2011                                      | Liga B                     | 5/11             | 1/8 finału  |
| 2011/2012                                      | Liga B                     | 5/11             | ćwierćfinał |
| 2012/2013                                      | Liga B                     | 2/13             | 1/32 finału |
| 2013/2014                                      | Liga B                     | 1/13             | półfinał    |
| 2014/2015                                      | Ethias Volley League       | 6/10             | 1/8 finału  |
| 2015/2016                                      | Ethias Volley League       | 8/10             | 1/8 finału  |
| 2016/2017                                      | EuroMillions Volley League | 6/10             | ćwierćfinał |
| 2017/2018                                      | EuroMillions Volley League | 5/9              | ćwierćfinał |
| 2018/2019                                      | EuroMillions Volley League | 5/10             | ćwierćfinał |
| 2019/2020                                      | EuroMillions Volley League | –/8              | półfinał    |
| 2020/2021                                      | EuroMillions Volley League | 4/8              | ćwierćfinał |
| 2021/2022                                      | EuroMillions Volley League | 7/8              | półfinał    |
| 2022/2023                                      | Lotto Volley League        | 3/9              | 1/8 finału  |
| 2023/2024                                      | Lotto Volley League        | 4/9              | półfinał    |
| 2024/2025                                      | Lotto Volley League        | 2/10             | półfinał    |
| Poziom rozgrywek: pierwszy poziom drugi poziom |                            |                  |             |

Uwaga: Ze względu na dostępność źródeł bilans obejmuje rozgrywki od sezonu 2004/2005.
Źródło: 

## Udział w europejskich pucharach
| Sezon     | Rozgrywki        | Osiągnięcie |
| --------- | ---------------- | ----------- |
| 2018/2019 | Puchar Challenge | 1/8 finału  |
| 2019/2020 | Puchar Challenge | 1/8 finału  |
| 2021/2022 | Puchar CEV       | 1/8 finału  |
| 2023/2024 | Puchar CEV       | 1/16 finału |
| 2024/2025 | Puchar CEV       | 1/32 finału |
| 2025/2026 | Liga Mistrzów    |             |
| Źródło:   |                  |             |